# ANSA通信
ANSA通信（アンサつうしん、伊: Agenzia Nazionale Stampa Associata）はイタリアの通信社。イタリアの主要新聞社36社が加盟する非営利の協同組合という形になっている。
1945年1月15日に設立され、現在はイタリア国内に22か所、世界に74カ国・80の支局があり、2000名の記者が常駐されている。

## 概要
ANSAの活動は、1945年1月、イタリア・レジスタンスの3人の代表がAgenzia Stefaniに代わる政府や私有組織に支配されない新聞の協同組合として通信社を立ち上げることを提案したことから始まった。最初の出版は1945年1月15日に行われ、ローマ市で配布された。
ANSAの特筆すべきスクープとしては2013年2月のローマ教皇・ベネディクト16世の退位スクープがある。ANSAはAP通信との提携を2015年から5年間締結した。